# Nobel-békedíj

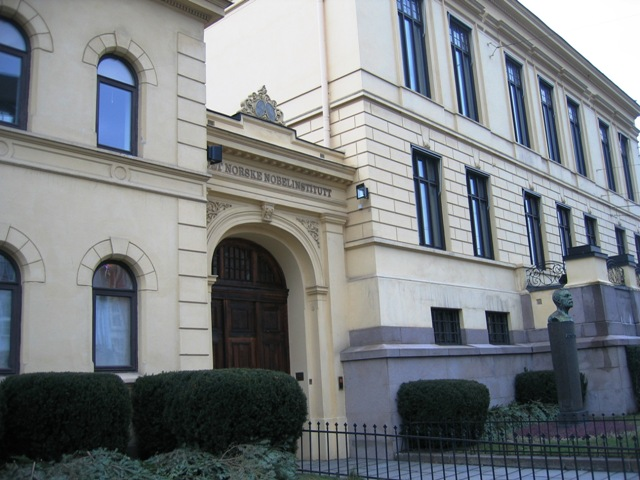
A Nobel Intézet épülete Oslóban

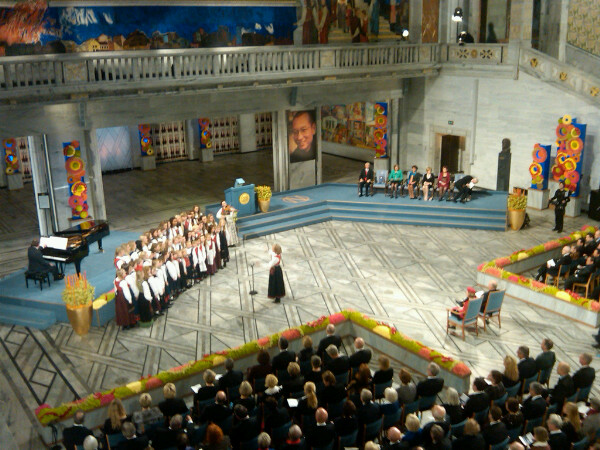
A Nobel-békedíj átadása, 2010

A Nobel-békedíj vagy béke-Nobel-díj egyike a hat Nobel-díjnak, melyeket a svéd iparmágnás és feltaláló, Alfred Nobel hagyatéka révén osztanak ki. Míg a fizikai, kémiai, fiziológiai-orvostudományi és irodalmi Nobel-díjat Stockholmban, addig a Béke-díjat Norvégia fővárosában, az oslói Városháza nagy csarnokában adják át.
Alfred Nobel szándéka szerint a díjazott „legyen az a személy, aki a legtöbbet vagy a legkimagaslóbban tette a nemzetek barátságáért, a fegyveres erők csökkentéséért vagy megszüntetéséért, vagy békekongresszusok tartásáért és előkészítéséért.”
Eltérően más Nobel-díjaktól, a békedíjat kaphatja személy vagy szervezet is. A díjat inkább egy személynek vagy szervezetnek egy ügyben alkalmazott megoldási módszereiért adományozzák, semmint az üggyel kapcsolatos elhatározásaiért, ígéreteiért.
A Nobel-békedíj a története során, politikai természetéből kifolyólag, mindig is viták tárgyát képezte.

## Adományozás folyamata
Az öttagú norvég Nobel-bizottság, mely tagjait a norvég parlamentből (Storting) választják, jelöli ki a díjazottakat, és a Bizottság elnöke adja át a díjat, aki jelenleg, Thorbjørn Jagland. Alfred Nobel halála idején Svédország és Norvégia perszonálunióban állt, melyben egyedül a svéd parlament (Riksdag) volt felelős a külpolitikáért, a norvég parlament pedig a belpolitikáért. Noha Alfred Nobel soha nem közölte senkivel, hogy miért nem egy svéd testület ítéli oda a békedíjat, egyesek úgy vélik, hogy Nobel ezzel akarta megelőzni, hogy külföldi hatalmak befolyásolják a kiválasztási folyamatot. Más vélemények szerint Nobel nagy tisztelője volt a norvég Bjørnstjerne Bjørnsonnak, és a norvég parlament volt az első a világon, amely támogatást szavazott a nemzetközi békemozgalomnak.

## Jelölések
A jelöléseket kiválasztott személyek szűk köre teheti meg. Ebbe a körbe korábbi díjazottak, a nemzetgyűlések és kongresszusok tagjai, egyetemi tanárok, nemzetközi bírók és különleges tanácsadók tartoznak. A bizottság titokban tartja a jelöltek nevét és ugyanerre kéri a jelölőket is. Az idők során több személyt is "Nobel-békedíj jelölt"-ként emlegettek, de ennek nincs hivatalos alapja.
Az 1901–1951 közötti jelöltek névsora online elérhető a Nobel-díj hivatalos oldalán. 1939-ben jelölték Adolf Hitlert, de a jelölést ugyanabban az évben vissza is vonták. Sztálint kétszer is jelölték, 1945-ben és 1948-ban. Benito Mussolinit pedig 1935-ben.
Mivel a díjat olyan személyeknek is lehet adni, akik be nem fejeződött békefolyamatokban vesznek részt, egyes díjazások utólag megkérdőjelezhetőnek tűnnek. Különösen sokan vitatták például Theodore Roosevelt, Jasszer Arafat, Lê Đức Thọ és Henry Kissinger díjazását; az utóbbi miatt két egyet nem értő bizottsági tag le is mondott.
A Nobel-Bizottságot sok kritika érte jobboldali csoportok részéről, akik úgy vélik, hogy a döntések baloldali megfontolások alapján születtek.

## Kritika
A történelem során többen kritizálták a Nobel-békedíjat, amiért azt gyakran ítélték aktuális, közelmúltbéli cselekedetekért, vagy olyan szándékkal, hogy bizonyos jövőbeni cselekedeteket előmozdítsanak. Egyes hozzászólók azt emelték ki, hogy téves és igazságtalan lehet a díjat számszerűsíthető kortárs véleményekre támaszkodva   ítélni oda, főleg úgy, hogy a döntőbírák maguk sem mondhatók pártatlan szemlélőnek.
2011-ben a norvég Aftenposten magazin egyik cikke bírálta a Norvég Nobel Bizottságot, hogy visszavonult norvég politikusok helyett szakmai és külföldi háttérrel rendelkező személyeket kellene alkalmazniuk. A cikk továbbá rámutat arra, hogy nem elég nyitott kritériumok alapján választja ki a bizottság a díj nyertesét, valamint arra, hogy komolyabban kellene venni Nobel végrendeletét. A cikk azt is megemlíti, hogy Øivind Stenersen, norvég történész szerint Norvégia sikeresen használta fel a díjat nemzeti és külpolitikai célokra.
Egy másik 2011-es Aftenposten cikkben Nobel egyik testvérének unokája, Michael Nobel, kritizálta a díj túlzott politikai színezetét, amely egyáltalán nem egyeztethető össze Nobel végrendeletével. Fredrik S. Heffermehl, norvég jogász könyveiből kiderül, hogy 16 jeles skandináv személyt buzdított arra, hogy kezdeményezzenek bűnügyi nyomozást.

### Odaítélt díjak utáni kritikák

Barack Obama Norvégia egykori miniszterelnökével, Thorbjørn Jagland-dal a 2009-es Nobel-békedíj átadási ünnepségen.

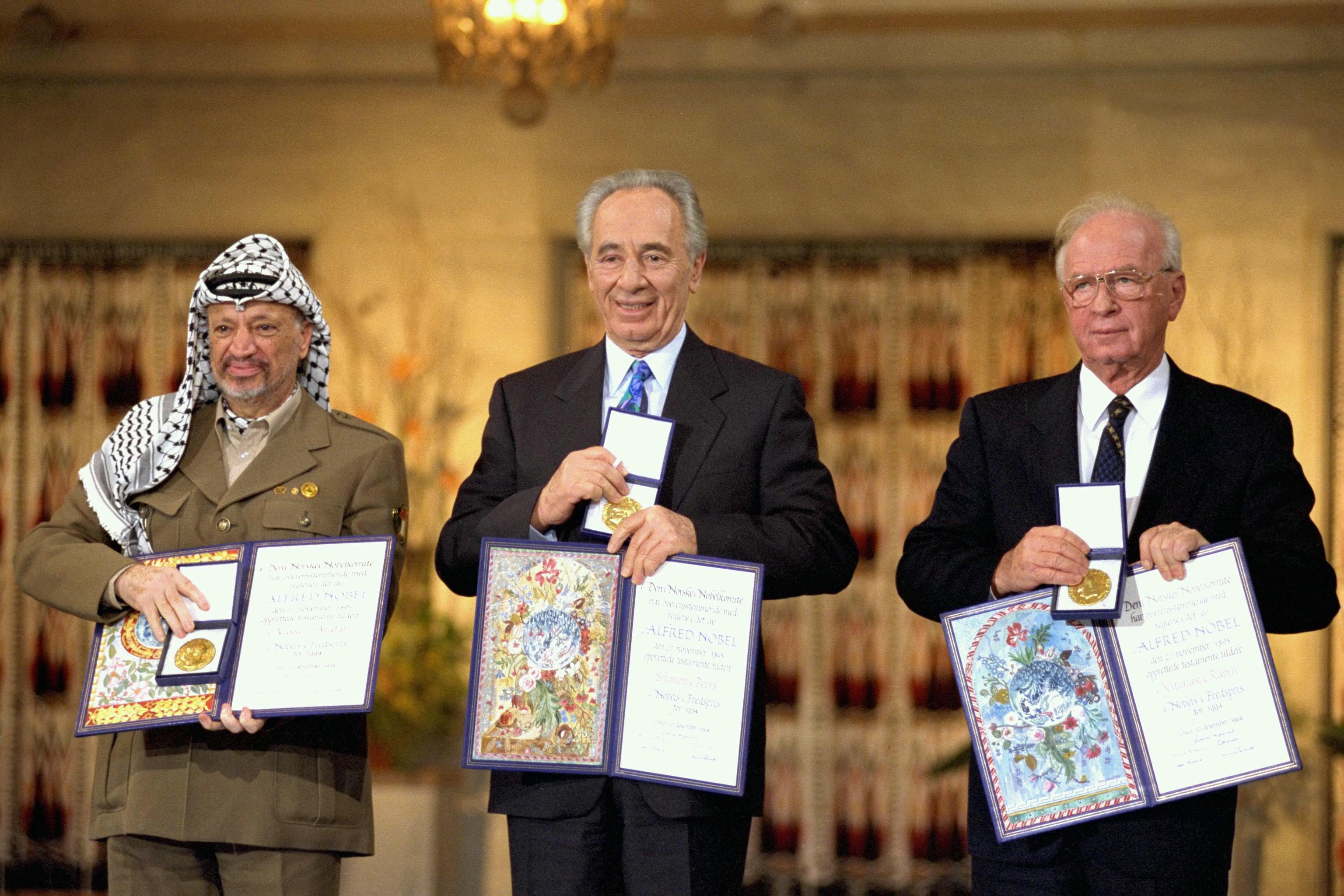
Jichák Rabin, Simón Peresz és Jasszer Arafat átveszik a Nobel-békedíjat 1994-ben.

Hatalmas vitákat váltott ki Mihail Gorbacsov, Jichák Rabin, Simón Peresz, Menáhém Begín, Jasszer Arafat, Lê Đức Thọ, Henry Kissinger, Jimmy Carter, Al Gore,IPCC (Éghajlatváltozási Kormányközi Testület), Liu Hsziao-po, Barack Obama, és az Európai Unió részére megítélt díjak. A Lê Đức Thọ, valamint Henry Kissinger díjazásai során kialakult nézeteltérések két bizottsági tagot lemondásra kényszerítettek. Thọ később vissza is utasította a díjat, mondván, Vietnámban valójában még nem sikerült elérni a békét.

### Elmaradt elismerések
Az amerikai Foreign Policy a következő embereket sorolta fel, akik soha nem kapták meg a Nobel-békedíjat, pedig megérdemelték volna: Mahatma Gandhi, Eleanor Roosevelt, U Thant, Václav Havel, Ken Saro-Wiwa, Fazle Hasan Abed, Sari Nusseibeh és Corazón Aquino. Az elmaradt elismerések közé sorolható továbbá
II. János Pál pápa, Hélder Câmara és
Dorothy Day is.
(Eleanor Roosevelt és Dorothy Day is megkapta a Gandhi-békedíjat.) Irena Sendlert is jelölték 2007-ben a díjra, amelyet azonban végül az Éghajlatváltozási Kormányközi Testület és Al Gore kaptak együttesen.
Mahatma Gandhi elismerésének a hiányát számosan szóvá tették, beleértve a Nobel bizottság tagjait is. A bizottság közlése szerint Gandhit jelölték a díjra öt különböző évben is (1937, 1938, 1939, 1947 és 1948 - a halála előtt pár nappal). A bizottság későbbi tagjai a nyilvánosság előtt is sajnálatukat nyilvánították ki, hogy elmaradt Gandhi elismerése. Geir Lundestad, a bizottság titkára 2006-ban azt nyilatkozta, hogy a bizottság 106 éves története során a leghatalmasabb elmaradt elismerés kétségtelenül Mahatma Gandhié volt. „Gandhi megvolt a Nobel-békedíj nélkül. Az viszont már kétséges, hogy a Nobel bizottság meglesz-e Gandhi nélkül.” 1948-ban, Gandhi halálát követően a Nobel bizottság nem adományozott díjat senkinek, mondván, hogy „nincs megfelelő élő jelölt” abban az évben. Majdnem 40 évvel később, 1989-ben a dalai láma díjának átadási ünnepségén a bizottság elnöke azt mondta, a díjat részben Gandhi emlékének is ajánlják.

## Díjazottak
- Nobel-békedíjasok listája
- Nobel-békedíjasok világ-csúcstalálkozója